# Jakub Józef Lejardinier
Jakub Józef Lejardinier (ur. 1750 w Laigle, Orne we Francji, zm. 2 września 1792 w Paryżu) – błogosławiony Kościoła katolickiego, francuski duchowny, męczennik.

## Życiorys
Studiował prawo w Paryżu i ukończył studia na wydziale prawa. W 1772 roku studiował teologię w seminarium w Evreux i otrzymał święcenia kapłańskie 23 grudnia 1775 roku. Mianowano go wikariuszem parafii La Fontenelle. Został aresztowany 29 sierpnia 1792 roku podczas rewolucji francuskiej i został zabity 2 września 1792 roku. Beatyfikował go Pius XI 17 października 1926 roku w grupie 191 męczenników z Paryża.